# Scouse (comida)
El scouse es un tipo de estofado típicamente preparado con trozos de carne, habitualmente de ternera o de cordero, con patata, zanahoria y cebolla. Se asocia especialmente con el puerto de Liverpool, por lo que suelen llamar a los habitantes de esta ciudad scousers. La palabra deriva de lobscouse, un estofado que antiguamente solían comer los marineros de todo el norte de Europa, donde aún se cocinan diversas variedades a día de hoy.

## Descripción
El scouse es un plato particularmente asociado con el puerto de Liverpool. La receta del scouse es bastante variada, ya que tradicionalmente se preparaba con sobras y con lo que estuviera de temporada en ese momento. Felicity Cloake, escritora gastronómica del periódico británico The Guardian, describe el scouse como un estofado similar al estofado irlandés o al Lancashire hotpot, aunque el scouse suele llevar carne de ternera en vez de cordero. Si bien los ingredientes pueden variar, los esenciales son la patata, la zanahoria, la cebolla y los trozos de carne, preferiblemente de ternera antes que de cordero. Todos los ingredientes se cuecen a fuego lento durante unas horas. La carne se marca primero y luego se reserva mientras parte de las patatas se cuecen; cuando se deshagan y espese la mezcla, se añaden la carne y el resto de las patatas y el estofado ya estará listo.
Una encuesta realizada por The Liverpool Echo en 2018 confirmó que para la mayoría de cocineros, los ingredientes básicos son la patata, la zanahoria, la cebolla y los trozos de carne, aunque muchos estaban a favor de agregar una pastilla de caldo. Además, también había quien añadía guisantes, lentejas o boniato, y hierbas como romero, perejil y albahaca. La preferencia del tipo de carne variaba: algunos cocineros no se mencionaban al respecto, pero los que sí que lo hacían, elegían la carne de ternera en lugar de la de cordero por una mayoría de casi dos a uno.

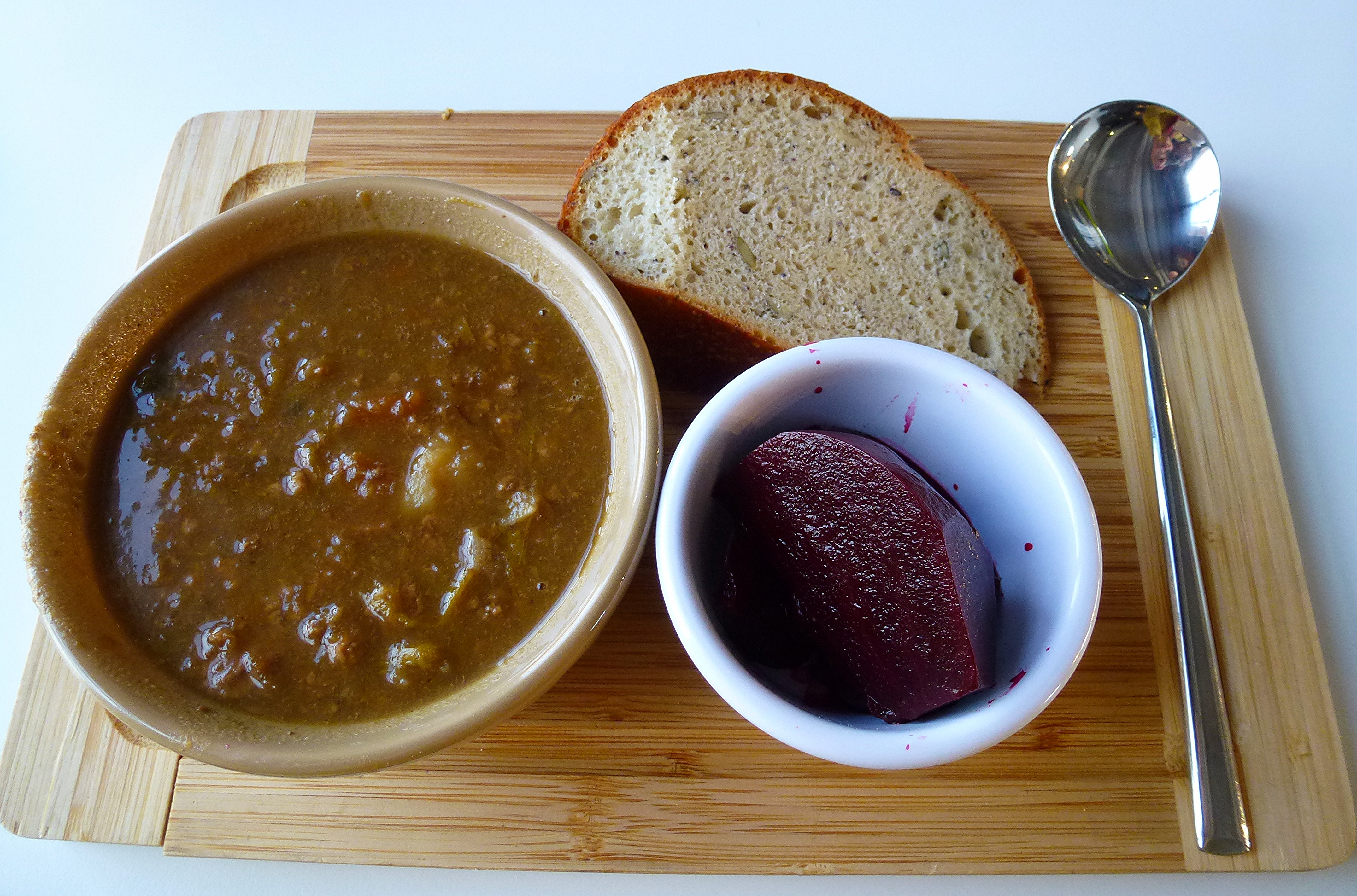
Un plato de scouse con remolacha y pan crujiente

Mientras que los más tradicionales afirman que cualquier estofado cuyos ingredientes no sean carne de ternera, patata, zanahoria y cebolla no es scouse, otros destacan que, como plato de aprovechamiento, puede llevar “cualquier verdura que tengas…y…los cortes de carne más baratos”. Algunas recetas sugieren incluir huesos de tuétano para que el estofado espese. La proporción de los ingredientes varía desde cantidades proporcionales de carne y verdura, hasta una proporción de 1:5 entre carne y patatas. También existe una versión sin carne conocida como blind scouse, perfecta para vegetarianos o para la gente pobre que no podía permitirse comprar carne. El scouse suele servirse con col roja encurtida o remolacha y pan crujiente.

## Origen
El scouse se asocia con el puerto de Liverpool y con sus alrededores en el noroeste de Inglaterra. Otras regiones del país tardaron más en empezar a cultivar patatas, pero en Lancashire ya se cultivaban desde finales del siglo XVII. Hacia finales del siglo XVIII, el lobscouse a base de patatas (que en aquel entonces también se conocía, simplemente, como scouse) se había convertido en un plato tradicional de la región. Una receta de 1797 describe que las patatas “se pelan, o más bien se raspan, crudas; y se trocean y hierven junto con un poco de la carne cortada en trozos muy pequeños. A continuación, esta mezcla pasa a ser picadillo, con pimienta, sal, cebollas, etc., y da lugar a un plato barato y nutritivo”. Sin embargo, una referencia previa de 1785 indica lo siquiente: “El LOBS-COUSE es un plato que se come con frecuencia en alta mar, compuesto de carne de ternera en salazón, galleta (marinera) y cebolla, guisado todo junto y condimentado con pimienta”. Al ser Liverpool un puerto marítimo, se explicaría por qué el plato, “se come con frecuencia en alta mar”, se convirtió en uno de los favoritos en esta ciudad. 
En las zonas más pobres de Liverpool, cuando los salarios eran tan bajos que no se podían comprar ni los cortes de carne más baratos, se preparaba blind scouse usando solo verduras.
El Oxford English Dictionary (OED) afirma que scouse es una abreviatura de lobscouse, un plato marinero del siglo XVIII. Según The Oxford Companion to Food, “es muy probable que el origen del lobscouse se sitúe en los puertos del mar Báltico, sobre todo en los de Alemania”, aunque no hay datos que dejen constancia de ello. Esta afirmación se repite en varias fuentes, aunque de nuevo, no hay datos que la corroboren. Contrariamente, Crowley señala que Smollet hace referencia al lobscouse (como lobs course) en 1750, mientras que Kluge data su primera aparición en alemán en 1878, y concluye que su uso se difundió de Gran Bretaña al norte de Europa y no al revés.
Platos similares son tradicionales en países del mar del Norte, como Noruega (lapskaus), Suecia             (lapskojs), Finlandia (lapskoussi), Dinamarca (skipperlabskovs) y el norte de Alemania (Labskaus), aunque se diferencian del lobscouse original y también entre sí. El Lapskojs sueco y el Lapskaus noruego son estofados, como el scouse, mientras que el Labskaus alemán es una variante de picadillo. Sin embargo, el lobscouse también se diferencia del scouse en que es un tipo de gachas. Los marineros del siglo XIX preparaban lobscouse hirviendo carne en salazón, cebolla y pimiento, a lo que añadían galleta marinera para espesar el plato.

## Origen del nombre
De acuerdo con el Oxford English Dictionary (OED), scouse es una abreviatura de lobscouse, que también puede escribirse como lopscourse, lobscourse, lobskous, lobscouce y lap's course. La referencia más antigua del scouse la realizó en 1717 el escritor de sátiras Edward Ward, quien escribió: “Ha enviado al Compañero... al Diablo, que primero inventó Lobscouse”.
El primer uso conocido del término lobscouse data del año 1706, de acuerdo con el Webster's Dictionary. Tobias Smollett hace referencia a lob's course en 1750. Las raíces de la palabra son desconocidas, como también afirma el OED cuando habla de su origen, y procede a comparar la palabra con loblolly, que significa “gachas espesas o guiso de cuchara que, frecuentemente, se conoce como un plato rústico, náutico o un simple remedio medicinal; burgoo”, y “a lo mejor [es] onomatopéyico: compara el lob dialectal “hacer que salgan burbujas mientras está en proceso de hervir, dicho específicamente de las gachas”, también 'comer o beber ruidosamente' ”.
Friedrich Kluge también enuncia que se desconoce el origen de lobscouse aunque se prestó al alemán en el siglo XIX, donde se llamaba labskaus. Hjalmar Falk y Alf Torp afirman que lobscous era originalmente lob's course de lob (un bulto) y course (un plato) y que la palabra ha llegado hasta Noruega como labskaus y al danés como lobskous.
Las similitudes con labs kauss en letón y labas kaušas en lituano se llaman galimatías (Kauderwelsch) de la mente por Petra Foede en la revista alemana Der Spiegel. Foede traduce Labs kausis como “buen plato” en letón y dice que en lituano utilizan labas káuszas para decir “buen plato”. Según Gerhard Bauer, káuszas en lituano significa cazo o cucharón de madera o cuenco de madera para beber y es la misma palabra que kauśis en letón. Además, esta palabra báltica se adoptó en alemán como Kausche o Kauszel, que significa jarra, cántaro o cuenco para beber hecho de madera.
Konrad Reich [de] afirma que Labskaus procede de la combinación de las palabras Lappen, Lappenstrücke o Bauchlappen (tipos de cortes de cerdo) y de una palabra del bajo alemán: Kaus, que él explica como plato o fuente y concluye que Labskaus es una paráfrasis para un plato de carne de cerdo picada. Reich no cita ninguna fuente que corrobore su afirmación.
Hacia finales del siglo XVIII, el término lobscouse se acortó a scouse en la jerga de Liverpool. En su libro The State of the Poor: or a History of the Labouring Classes in England (1797), Sir Frederick Eden cita un informe de principios del año 1790 en el que se listan los gastos en alimentos del asilo de pobres de Liverpool. Esta lista incluía: “carne de vacuno, 101 lbs (46 kg) para cocinar scouse … 14 medidas de patatas para scouse (420 lbs o 190 kg); y cebollas para lo mismo (28 lbs o 13 kg)”.

## Día Internacional del Scouse
En 2008 se organizó el primer Día Internacional del Scouse y actualmente, en 2020, se sigue celebrando anualmente cada 28 de febrero. Los bares, las cafeterías y los restaurantes de Liverpool y alrededor del mundo añaden el scouse en su menú ese día para recaudar fondos para organizaciones benéficas.

## Variantes
Lobscouse también se tiene presente en otras partes del noroeste. En el área industrial de Staffodshire Potteries, un estofado similar se conoce como lobby, y los habitantes de la ciudad de Leigh, Gran Mánchester, son conocidos como lobby-gobblers. En Gales del Norte, la forma completa se mantiene como lobscaws (en Galés: lapsgóws).
Desde aproximadamente 1792, se prepara una versión de scouse en Terranova y Labrador, una provincia canadiense en la costa Atlántica. Se describe como un plato marinero hecho con carne picada en salazón, galleta marinera desmenuzada, patata y cebolla.